# Gesamtschule (Suisse)

La Gesamtschule ou école globale en français est un projet de réforme de l'école en Suisse qui accorde la priorité à l'égalité des chances entre élèves sur la base de motifs psychologiques.

## Histoire
Le concept trouve son origine dans les écoles rurales à classe unique où le même instituteur enseigne souvent dans la même classe à des élèves d'âge différent, et s'est étendu après la Conférence européenne des directeurs de l'éducation en 1968, en suivant le modèle des écoles secondaires et sur la base d'une réforme du curriculum, d'un encouragement des élèves les plus doués, de la co-éducation et de classes d'enseignement professionnel.
Parmi les communes qui ont réalisé la Gesamtschule dans les années 1960 et 1970 se trouvent Bülach, Dulliken, Genève (le Cycle d’orientation), Lausanne et le Tessin (Scuola media unica). Le débat a été conduit par Urs Haeberlin, le groupe d'étude intercantonal "Gesamtschule", le journal des instituteurs suisses et les écoles suisses, entre autres acteurs. Dans les années 1970, toutefois, la question a été fortement marquée par une polarisation gauche-droite du débat.
Depuis que l'Unesco encourage les écoles à classe unique dans les régions en développement, et que de nombreux pays occidentaux, parmi lesquels la France et les États-Unis, ont essayé d'intégrer ce modèle pédagogique dans leur système scolaire, la Gesamtschule est à nouveau considérée comme un modèle d'avenir en Suisse.

## Source
- (de) Cet article est partiellement ou en totalité issu de l’article de Wikipédia en allemand intitulé « Gesamtschule (Schweiz) » (voir la liste des auteurs).